# Ensi
Ensi neboli „správce“ je sumerský vladařský titul. Poprvé je doložený snad již ve 29. století př. n. l. ve městě Ur. Ve 26. století př. n. l. se tímto titulem označovali místodržitelé, kteří zastupovali ústřední moc města Šuruppak (dnešní Fára). Ensiové jednotlivých míst podléhali „velkým ensiům“, kteří působili v šuruppackých chrámech. Po zániku šuruppacké velkoobce si tento titul pravděpodobně podrželi vládci těch městských států, u nichž se objevila potřeba tohoto úřadu v době Ziusudrova města, nebo prostě zastávali tuto funkci v době osamostatnění v době rozpadu ústřední vlády. V době státu 3. dynastie urské tento titul značil místního vládce, který podléhal nejvyšší autoritě říšské správy (guvernér, místodržící).